# Pulitzer-Preis 1988
Der Pulitzer-Preis 1988 war die 72. Verleihung des US-amerikanischen Literaturpreises. Die Jury bestand aus 16 Personen unter dem Vorsitz von Roger W. Wilkins. Das „Pulitzer Prize Board“ vergab Preise für Arbeiten, die während des Kalenderjahres 1987 entstanden waren.

## Bereich Journalismus(Journalism)
| Kategorie                                                  | Preisträger                                                                | Begründung |
| ---------------------------------------------------------- | -------------------------------------------------------------------------- | --- |
| Aktuelle Berichterstattung (Breaking News Reporting)       | Mitarbeiter des Lawrence Eagle-Tribune, Massachusetts                      | Preis verliehen für eine Untersuchung, die schwerwiegende Mängel im Gefängnisfreigangssystem in Massachusetts aufdeckte und zu bedeutenden landesweiten Reformen führte.           |
| Aktuelle Berichterstattung (Breaking News Reporting)       | Mitarbeiter des Alabama Journal, Montgomery                                | Preis verliehen für seine überzeugende Untersuchung der ungewöhnlich hohen Kindersterblichkeitsrate des Staates, die zu einer Gesetzgebung zur Bekämpfung des Problems führte.     |
| Dienst an der Öffentlichkeit (Public Service)              | The Charlotte Observer                                                     | Preis verliehen für die Aufdeckung des Missbrauchs von Geldern durch das PTL-Fernsehministerium.                                                                                   |
| Investigativer Journalismus (Investigative Reporting)      | Dean Baquet, William Gaines und Ann Marie Lipinski von der Chicago Tribune | Preis verliehen für ihre ausführliche Berichterstattung über die Eigeninteressen und die Verschwendung, die den Stadtrat von Chicago plagen.                                       |
| Hintergrundberichterstattung (Explanatory Journalism)      | Daniel Hertzberg und James B. Stewart von The Wall Street Journal          | Preis verliehen für ihre Geschichten über einen Investmentbanker, der wegen Insiderhandels angeklagt wurde, und über den kritischen Tag nach dem Börsencrash vom 19. Oktober 1987. |
| Beat Reporting (Specialized Reporting)                     | Walt Bogdanich von The Wall Street Journal                                 | Preis verliehen für seine erschreckende Reihe von Berichten über fehlerhafte Tests amerikanischer medizinischer Labore.                                                            |
| Kritik (Criticism)                                         | Tom Shales von The Washington Post                                         | Preis verliehen für seine Fernsehkritiken. |
| Karikatur (Editorial Cartooning)                           | Doug Marlette von Atlanta Constitution und The Charlotte Observer          | |
| Leitartikel (Editorial Writing)                            | Jane Healy vom Orlando Sentinel                                            | Preis verliehen für ihre Reihe von Leitartikeln, die die Überentwicklung von Floridas Orange County aufzeigen.                                                                     |
| Kommentar (Commentary)                                     | Dave Barry von The Miami Herald                                            | Preis verliehen für seinen durchweg wirkungsvollen Einsatz von Humor als Mittel, um neue Einsichten in ernste Anliegen zu vermitteln.                                              |
| Auslandsberichterstattung (International Reporting)        | Thomas L. Friedman von The New York Times                                  | Preis verliehen für eine ausgewogene und informierte Berichterstattung über Israel.                                                                                                |
| Berichterstattung im Inland (National Reporting)           | Tim Weiner von The Philadelphia Inquirer                                   | Preis verliehen für seine Reihe von Berichten über ein geheimes Pentagon-Budget, mit dem die Regierung Verteidigungsforschung und Aufrüstung finanzierte.                          |
| Feature Writing (Feature Writing)                          | Jacqui Banaszynski von St. Paul Pioneer Press and Dispatch                 | Preis verliehen für ihre bewegende Serie über das Leben und Sterben eines AIDS-Opfers in einer ländlichen Bauerngemeinde.                                                          |
| Aktuelle Fotoberichterstattung (Breaking News Photography) | Scott Shaw vom Odessa American                                             | Preis verliehen für sein Foto des Kindes Jessica McClure, das aus dem Brunnen gerettet wird, in den es gefallen war.                                                               |
| Feature-Fotoberichterstattung (Feature Photography)        | Michel du Cille von The Miami Herald                                       | Preis verliehen für Fotos, die den Verfall und die anschließende Sanierung eines Wohnprojekts zeigen, das von der Drogenkriminalität heimgesucht wurde.                            |

## Bereich Literatur, Theater und Musik(Books, Drama & Music)
| Kategorie                                                   | Preisträger |
| ----------------------------------------------------------- | --- |
| Geschichte (History)                                        | The Launching of Modern American Science 1846-1876 von Robert V. Bruce (Alfred A. Knopf)                            |
| Belletristik (Fiction)                                      | Beloved (deutscher Titel: Menschenskind) von Toni Morrison (Alfred A. Knopf)                                        |
| Sachbuch (General Nonfiction)                               | The Making of the Atomic Bomb von Richard Rhodes (Simon & Schuster)                                                 |
| Musik (Music)                                               | 12 New Etudes for Piano von William Bolcom (Edward B. Marks) Uraufführung am 30. März 1987 durch Marc-Andre Hamelin |
| Dichtung (Poetry)                                           | Partial Accounts: New and Selected Poems von William Meredith (Alfred A. Knopf)                                     |
| Theater (Drama)                                             | Driving Miss Daisy (deutscher Titel: Miss Daisy und ihr Chauffeur) von Alfred Uhry (TCG)                            |
| Biographie oder Autobiographie (Biography or Autobiography) | Look Homeward: A Life of Thomas Wolfe von David Herbert Donald (Little)                                             |